# 野呂寧事件
野呂寧事件，是1913年3月時，臺灣總督府民政部官員野呂寧因進行戰前準備的合歡山組成的探險隊，遇上嚴寒而致同行的89人凍死，是臺灣史上死傷人數最多的山難。

## 背景
1900年代初期，臺灣總督府所治理之臺灣島地圖尚未完整記錄原住民族地區。1906年，臺灣總督佐久間左馬太宣布實施五年理蕃計畫，旨在有效進入山區，管理原住民，包括對蕃地進行測量工作。該計畫的目標之一是填補地圖上高山地區的空白，以使整張地圖更加完整。這也代表臺灣政府首次將政權擴展至原住民的居住區域。
在1908年，總督府任命野呂寧擔任蕃地地形測量主任，從那時起，他開始進行高山探險，進行相關資料測量和土地調查工作。1910年2月，蕃務本署要求於2月27日組織一支探險隊前往合歡山地區測量。這支隊伍將由野呂寧領導，成員包括財津技手、殖產局的森囑託、花蓮港廳的本田警部、南投廳埔里社支廳長依田警部，以及依田的2名警部、2名警部補、10名巡查、7名巡查補，20名隘勇、10多名苦力人夫，總計50多人。途經霧社與隘勇線，該探險隊於3月2日出發。然而該探險隊遇上暴風雪。由於夜間溫度驟降，僅有攝氏零下2度。這次探險以中止調查計畫，並匆忙撤退而告終。

## 事件

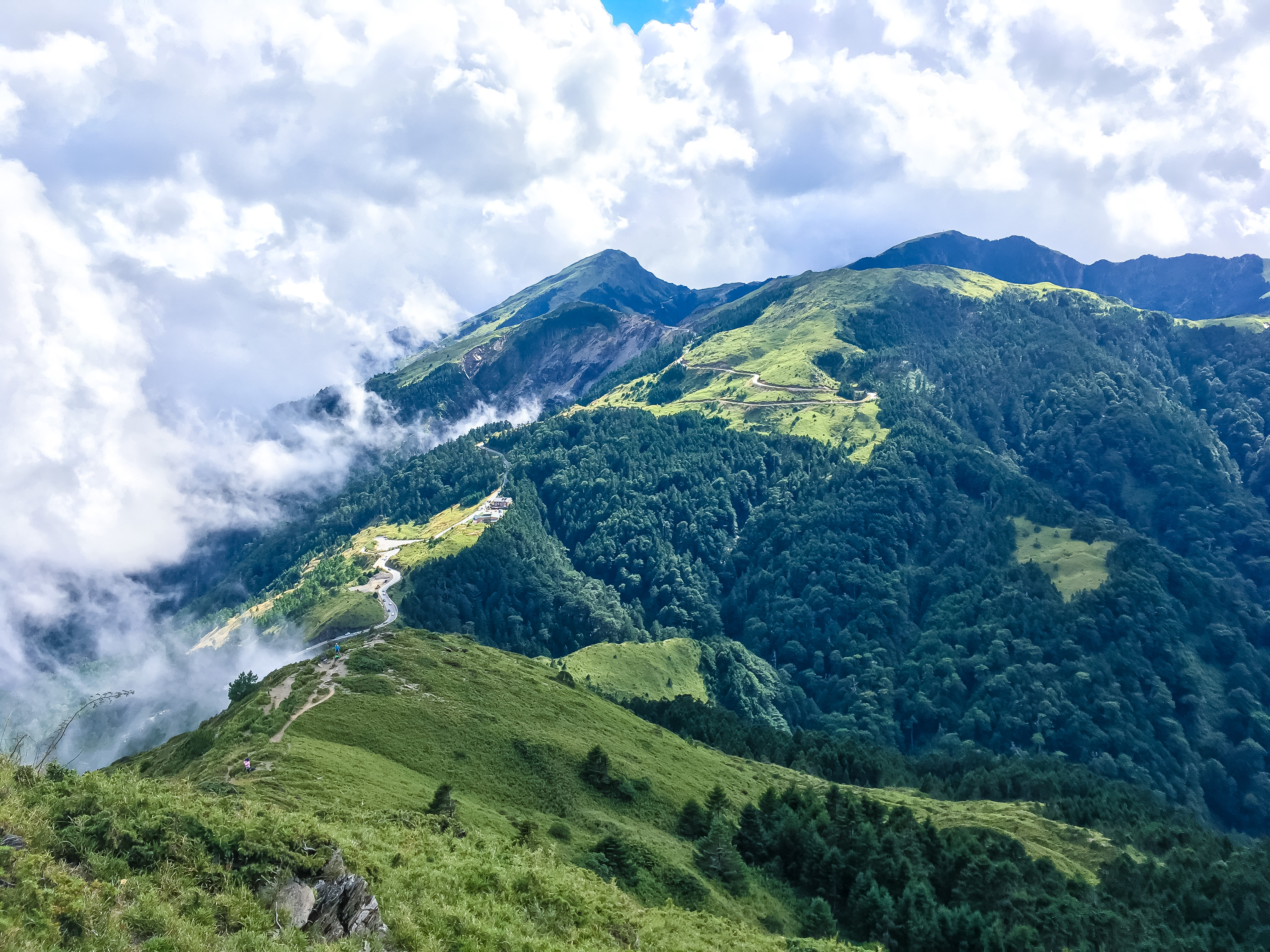
合歡山屬於中央山脈的一部分，海拔約3,420公尺。

1913年3月，時值太魯閣戰爭軍事行動的前一年，官方對太魯閣地區範圍及及部落知識仍一片空白，為獲取更多有關太魯閣族活動範圍的情報，合歡山調查計畫於該年再度啟動。野呂寧再次帶領探險隊前往合歡山、奇萊山等諸山，測量太魯閣方面的制高點而俯瞰內太魯閣山地、塔次基里溪上游，以便建議軍事行動的行動路線，該探險隊成員則包括警部相澤作藏、技手財津久平、齋藤武彥和中島重太郎。以及由里社支廳長指派警部2名、警部補3名、囑託1名、巡查50名、巡查補5名、隘勇46名，共100多名隘勇人員，以及60名作為嚮導的原住民共280人組成。
3月13日，探險隊自臺北市出發前往埔里街，卻因為天候不佳、持續性的雨勢，讓他們在原地停留二天後重新出發。17日，抵達合歡越嶺道（約相當於今中部橫貫公路霧社支線）上的櫻峰分遣所，18、19日又再度因為雨勢而稍做停留。
探險隊首先於3月17日抵達櫻峰分遣所，但遭遇連日大雨。直到21日，天氣才稍微放晴。野呂寧於此時決定立刻前往合歡山。然而自22日起，氣溫驟降至攝氏零下5度。探險隊按照原定計劃繼續前進。當隊伍行進到一半時，原住民嚮導表示「山頂雪深、寒氣逼人、無法忍受。」，強烈建議不要再繼續上山。然而，野呂寧並未接受這些建議而繼續前進。最終雙方選擇了分開行動。下午四點，探險隊抵達了合歡山山頂並在此處紮營。
當天晚上，由於當地天氣出現暴雨和冰雹的惡劣環境條件。野呂寧下令眾人撤回帳篷，改為口糧來充飢。許多苦力者無法忍受寒冷而逃離山頂，只剩下野呂寧和一些幹部以及日本警察留在山頂，隔日，野呂寧在清點人數後發現超過50名漢人隘勇挑夫失蹤。並與部分人員在撤退下山期間，共發現約有多名漢人隘勇和苦力的遺體散布於稜線上，最終估計約89名人員死亡，57人倖存。其餘的人全部失蹤。
探險隊前隊於上午11點抵達櫻峰分遣所，押隊的幹部於下午3點抵達。

## 事後
埔里社於3月22日上接獲峰分遣所電報，並在隨後通知相關部門啟動人員與物資調集，獲報後，南投廳隨即派出百餘名搜救隊前往事故現場，埔里社支廳長依田盛男當晚抵達櫻峰，並與回到山下的野呂寧以及幾位探險隊的幹部確認雜項事務及失蹤人員名單。
搜救隊員原規劃進行四天搜索工作，但由於惡劣天氣、山區積雪深厚影響，搜索工作自24日延長至30日告終。最終，搜索隊只找到了34名人員的遺體，所有凍死者均為臺灣人，僅能推測失蹤者半數已凍死或墜崖死亡。由於此次事故涉及大量失蹤者，總督府為發放撫恤金而下令要求確認這些失蹤者的身份。大多數參與搜索工作的人都是由依田支廳長召集，因此依田也被指派負責釐清失蹤者的身份並提供撫卹金。然而由於大部分失蹤者都是被召集的苦力，同時使用假名的情況也很普遍，實際上找到失蹤者的可能性非常低。
山難的搜救工作最終結束後，由於死者全為臺灣人，並沒有日本人，所以並未設立紀念碑來紀念這次事件。

## 另見
- 八甲田雪中行軍遭難事件
- 太魯閣戰爭
- 合歡瀑布